# Neuvième livre de madrigaux (Luca Marenzio)
Le Neuvième livre de madrigaux à cinq voix (titre original en italien, Libro Nono de madrigali a cinque voci) est un recueil de quatorze madrigaux composé et publié par Luca Marenzio en 1599 à Venise, l'année de sa mort.
Œuvre de maturité, le Neuvième livre de madrigaux contient certaines pièces parmi les plus avancées de tout le répertoire de la musique vocale de la fin de la Renaissance en Italie — dont Solo e pensoso, sur des vers de Pétrarque — caractéristiques de la seconda pratica également illustrée dans les recueils contemporains de Gesualdo et Monteverdi.

## Présentation

### Effectif vocal
Le Neuvième livre de madrigaux de Marenzio est composé pour cinq voix, à savoir le canto correspondant à la voix supérieure, souvent tenue dans les interprétations modernes par une soprano, la deuxième voix dite alto (mezzo-soprano ou contralto), le tenore (ténor), le basso (basse), et le quinto. Cette dernière partie n'équivaut pas à une tessiture précise, mais pouvait être chantée par une deuxième soprano, alto ou ténor selon les madrigaux.

### Poèmes mis en musique
Pour son Neuvième livre de madrigaux, Marenzio « réunit des poèmes et des poètes suivant un critère peu habituel » :
1. Cosi nel mio parlar (Dante Alighieri)
2. Amor, i hò molti (Pétrarque)
3. Dura legge d'Amor (Pétrarque)
4. Chiaro segno Amor (Pétrarque)
5. Se sì alto pon gir (Pétrarque)
6. L'aura che'l verde Lauro (Pétrarque)
7. Il vago e bello Armillo (Livio Celiano, nom de plume du père Angelo Grillo)
8. Solo e pensoso (Pétrarque)
9. Vivo in guerra mendico (Antonio Ongaro)
10. Fiume ch'à l'onde (Antonio Ongaro)
11. Parto ò non parto (Giovanni Battista Guarini)
12. Credete voi ch'i' viva (Giovanni Battista Guarini)
13. Crudele acerba inesorabil morte (Pétrarque)
14. La bella man vi stringo (Giovanni Battista Guarini)

En plaçant dès le début un poème de Dante, pratiquement ignoré dans la production de madrigaux de la fin du XVIe siècle, et par la présence « massive des vers de Pétrarque pour son recueil de 1599, Marenzio révélait clairement son intention de ne pas suivre la mode en cours ».

## Publication
Le Neuvième Livre de madrigaux à cinq voix de Marenzio est publié en 1599 à Venise par l'éditeur Angelo Gardano. L'œuvre est dédiée à Vincenzo Gonzaga, en qui Marenzio espérait trouver un nouveau protecteur, après la mort et la disgrâce de ses précédents mécènes de la maison d'Este.

## Analyse

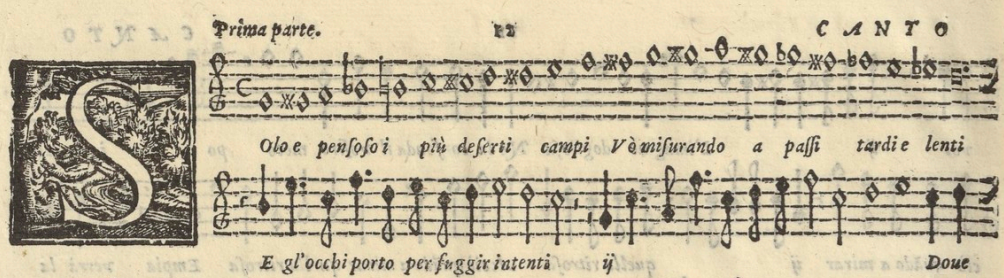
Ligne de Canto de Solo e pensoso, d'abord en rondes sur une ligne chromatique ascendante et descendante sur une octave.

Plusieurs madrigaux du Neuvième Livre de Marenzio ont été critiqués pour leurs audaces harmoniques et leurs « mélodies impossibles à chanter », comme Dura legge d'Amor ou Solo e pensoso, dont le soprano développe un « incipit impressionnant » par l'emploi d'un cantus firmus chromatique ascendant et descendant qui sert de « référence stable d'un contrepoint imitatif qui implique toutes les autres parties ».

Le recueil est caractéristique de la seconda pratica également illustrée dans les recueils contemporains de Gesualdo (Troisième livre de madrigaux de 1595 et Quatrième livre de madrigaux de 1596) et Monteverdi (Quatrième livre de madrigaux de 1603).

## Postérité
Même si, « au moment où il composait son Neuvième Livre de madrigaux à cinq voix, le compositeur ne pouvait se douter de ce qu'il allait mourir bientôt », le musicologue Alfred Einstein considère qu'« en parcourant ce Livre, on éprouve le sentiment qu'il s'agit là d'un dernier ouvrage, l'accomplissement et l'achèvement d'une œuvre éminemment personnelle, de même que l'on devine qu'après Parsifal, Wagner n'aurait pu que se répéter. Marenzio lui-même n'était pas de cet avis… Cependant, le Destin décide parfois pour nous quand le cercle doit se refermer ».

## Discographie
- Luca Marenzio, Nono Libro di Madrigali a cinque voci, La Venexiana (1999, Glossa GCD 920906)

### Ouvrages généraux
- (en) Alfred Einstein, The Italian Madrigal, vol. 2, Princeton, Princeton University Press, 1949

### Monographies
- (it) Marco Bizzarini, Luca Marenzio, la carriera di un musicista tra Rinascimento e Controriforma, Brescia, Promozione Franciacorta, 1998, 352 p. (ISBN 978-88-86189-02-6)
  - (en) Marco Bizzarini (trad. James Chater), Luca Marenzio, The Career of a Musician Between the Renaissance and the Counter-Reformation, Routledge, 2017, 396 p. (ISBN 978-1-351-55960-7, lire en ligne)
- (it) Marco Bizzarini, Luca Marenzio, Rome, NeoClassica, 2017, 168 p. (ISBN 978-88-9374-014-2)
- (en) James Chater, Luca Marenzio and the Italian Madrigal, 1577–1593, vol. 1, Ann Arbor, UMI Research Press, 1981 (ISBN 0-8357-1242-7)